# Другие двое
Другие двое (англ. The Other Two) — американский комедийный телевизионный сериал, выходивший с 2019 по 2023 годы. Премьера первого сезона состоялась на канале Comedy Central, двух последующих — на платформе HBO Max.

## Сюжет
Кэри и его сестра Брук всегда мечтали о славе, но к 30 годам так и не смогли добиться успеха. Зато их 13-летний брат Чейз, лишь загрузив в интернет любительский клип, мгновенно становится суперзвездой.

## Актёры
- Дрю Тарвер — Кэри Дюбек (30 эпизодов)
- Хелен Йорк — Брук Дюбек (30)
- Кен Марино — Стритер Питерс (30)
- Кейс Уокер — Чейз Дюбек (27)
- Молли Шеннон — Пэт Дюбек (26)
- Джош Сегарра — Лэнс Арройо (20)
- Ванда Сайкс — Шули Кьюкерак (19)
- Брэндон Скотт Джонс — Кёртис Пэлтроу (15)

## Обзор сезонов
| Сезон | Сезон | Эпизоды | Оригинальная дата показа | Оригинальная дата показа |
| Сезон | Сезон | Эпизоды | Премьера сезона          | Финал сезона             |
| ----- | ----- | ------- | ------------------------ | ------------------------ |
|       | 1     | 10      | 24 января 2019           | 28 марта 2019            |
|       | 2     | 10      | 26 августа 2021          | 23 сентября 2021         |
|       | 3     | 10      | 4 мая 2023               | 29 июня 2023             |

## Отзывы
Сериал получал высокие оценки от критиков на протяжении всего времени выхода в эфир. Рейтинг трёх сезонов на сайте Rotten Tomatoes варьируется в диапазоне от 95 до 100 со средним значением 97%.

## Награды и номинации
| Год  | Премия                       | Категория                               | Номинанты                | Результат |
| ---- | ---------------------------- | --------------------------------------- | ------------------------ | --------- |
| 2023 | Прайм-таймовая премия «Эмми» | Лучший сценарий комедийного телесериала | Крис Келли, Сара Шнайдер | Номинация |
| 2024 | Прайм-таймовая премия «Эмми» | Лучший сценарий комедийного телесериала | Крис Келли, Сара Шнайдер | Номинация |